# Форт Самайпата
Форт Самайпата (ісп. El Fuerte de Samaipata або El Fuerte; кеч. Samaypata pukara) — археологічна ділянка, розташована на східних схилах Болівійських Андів біля міста Самайпата, департамент Санта-Крус, Болівія. Ділянка не є фортифікаційною спорудою, а вважається церемоніальним центром доколумбової епохи. Зараз ділянка є відомою туристичною пам'яткою та входить до списку Світової спадщини.
Найвідомішою структурою ділянки є Каскабель (El Cascabel — «грохот»). Дві паралельні лінії будівель цієї структури вказують на схід неба з азімутом 71° те висотою 6,75°.
Зараз центральна частина ділянки закрита для відвідувачів через збиток узорам, висіченим на землі, проте більша частина відкрита для туристів. Досягти ділянки просто автобусом від міста Самайпата. За парком доглядає організація Stonewatch, що займається збереженням археологічних споруд.